# 帕洛阿爾托鎮區 (愛荷華州傑斯帕縣)
帕洛阿爾托鎮區（英語：Palo Alto Township）是位於美國愛荷華州傑斯帕縣的一個行政鎮區。

## 地方資料
根據2010年美國人口普查的數據，帕洛阿爾托鎮區的面積為105.43平方千米，當中陸地面積為104.79平方千米，而水域面積為0.64平方千米。當地共有人口3598人，而人口密度為每平方千米34.13人。